# Лара Моника Коста
Лара Моника Коста (на италиански: Lara Monica Costa) е италиански графичен художник.
.

## Биография
Лара Моника Коста е родена на 12 септември 1987 г. Завършва графичен дизайн и след това се записва в Академията за изящни изкуства във Венеция.
Завършва обучение по различни дисциплини, включително гравиращи техники, особено халкография, рисуване, живопис и фотография. Тя задълбочава изучаването на човешкото тяло и все повече се развива в художествени и лични изследвания.
Участвала е в много художествени събития с международно значение, свързани с графичното и графично изкуство.
През 2013 г. излага на 16-ото Международно биенале на гравирането на Сарцеле. Същата година тя е сред 25-те финалисти на 11-о Международно биенале на гравирането в Акви Терме.
През 2016 г. участва в тригодишната „Estampadura“ в Тулуза.